# Tyranneau d'Équateur
Phylloscartes gualaquizae
Espèce
Statut de conservation UICN

 NT  : Quasi menacé
Le Tyranneau d'Équateur (Phylloscartes gualaquizae) est une espèce de passereau de la famille des Tyrannidae,.

## Distribution
Cet oiseau vit sur le versant oriental des Andes de l'est de l'Équateur et du nord du Pérou (département de San Martín),,.

## Systématique
Cette espèce est monotypique selon la classification de référence du Congrès ornithologique international (version 9.1, 2019).